# Nubithia chilensis
Nubithia chilensis är en insektsart som beskrevs av Melichar 1906. Nubithia chilensis ingår i släktet Nubithia och familjen sköldstritar. Inga underarter finns listade i Catalogue of Life.